# Холл, Фиона
Фиона Холл (англ. Fiona Hall, полное имя Fiona Margaret Hall; род. 1953, Сидней, Австралия) — австралийская художница, фотограф и скульптор.

## Биография
Фиона Холл выросла в южном пригороде Сиднея. Тяга к искусству поощрялась матерью Руби Пейн-Скотт, которая взяла свою 14-летнюю дочь посмотреть выставку «Два десятилетия американской живописи» в Художественной галерее Нового Южного Уэльса. На Фиону выставка произвела неизгладимое впечатление, что способствовало её интересу к искусству.
Несмотря на обучение на факультете живописи, Фиона Холл обратилась к фотографии. В 1974 году, на третьем курсе художественной школы, она впервые выставила свои фотографии на выставке «Мысли и образы». Ранние снимки Холл документируют её окружение: она исследует распространение экзотических видов растений в «Leura, New South Wales» (1974); различные текстуры в «Bondi Beach» (1975). После окончания обучения в 1975 году, Холл отправилась в Европу. Находясь в Лондоне, она работала ассистентом Fay Godwin, известного английского фотографа.
В 1977 году прошла первая персональная выставка Холл в Лондоне в Creative Camera Gallery. В 1978 году, во время её короткого визита домой, состоялась первая австралийская персональная выставка художницы в Church Street Photography Centre в Мельбурне. Изображения этого времени открывают переход Холл от простого документирования к более личным, менее определённым образам, как «Лондон» (1976) и «Pett Level, England» (1978).
Между 1978 и 1982 годами она прошла образовательную программу в Visual Studies Workshop (VSW) в Рочестере, штат Нью-Йорк. В 1981 году во время резиденции в Хобарте, Австралия, она создала «The Antipodean Suite».
В 1983 году Холл начала читать лекции по фотографии в Южно-австралийской школе искусств. В 1984 году Холл создала «Семь смертных грехов», свою первую трехмерную работу со времен окончания школы. Годом позже она создала ещё одну работу, используя фотографии Поляроид. Оба произведения обращались к темам человеческого тела, сексуальности, порядка и хаоса.
В 1988 году Холл создала иллюстрации к «Божественной комедии» Данте. Она использовала измельченные консервные банки для пламени, колючую проволоку для ворот чистилища и другие различные металлические предметы. Это был первый раз, когда она создавала объекты для фотографии.
В 1989 Фиона Холл создала первую из её «Paradisus terrestris» серий, во время пребывания в студии в нью-йоркском районе Сохо. Эта работа рассматривает идею рая. Впервые показанная в 1990 на биеннале современного искусства в Аделаиде, «Paradisus terrestris» завоевала успех у публики и критики.

## Творчество
Фиона Холл заявила о себе в 1970-е как фотограф, но на протяжении 1980-х перешла к использованию разнообразных медиа. В её постоянно растущем репертуаре — скульптура, живопись, инсталляция, садовый дизайн и видео. Выбор материала и способы его использования имеют решающее значение для её искусства. Фиона Холл трансформирует обычные повседневные объекты, обращаясь к таким современным темам, как глобализация, консьюмеризм, колониализм и естественная история.
Фиона Холл известна в первую очередь благодаря эротической серии с банками сардин, Paradisus Terrestris. Впервые появившаяся в 1990-х, эта серия из трех частей изображает пересечение культур растений и людей. В каждой полуоткрытой банке находятся обнаженная часть человеческого тела и побеги растений.
Фиона Холл затрагивает социальные и политические последствия торговли. Для работы For Medicine bundle for the non-born child(1994) она связала детские кофточку, капот и пинетки из измельченных банок Кока-Колы. В этой работе рассматриваются вопросы воспитания в обществе потребления, с отсылкой к Кока-Коле как символу культурного империализма.
В 1996 году Фиона Холл выставила работу Give a dog a bone, содержащую резкую критику потребительства. Эта инсталляция состояла из домашних предметов, вырезанных из мыла, и расположенных в картонных коробках. В середине инсталляции помещалась большая фотография её отца, чье тело было закрыто покрывалом, связанным из полосок, сделанных из банок Кока-Колы. Он был своего рода «королём» замка бесполезных объектов.
В 1998 году Холл получила заказ Национальной галереи Австралии на создание Сада папоротников. Используя одно из самых древних растений Австралии, она создала пространство для размышлений.
В последние годы Холл использует бумажные деньги в таких работах, как «Leaf litter»(1999—2003) и «Tender» (2003—2005). В серии работ Leaf litter она рисует изображения листьев в натуральную величину на банкнотах из стран происхождения растений. Серия из 183 листов говорит о деградации растительного мира, подчеркивая, что за деньги не все можно купить. Tender рассказывает похожую историю о влиянии модернизации на места обитания многих видов, включая птиц. Она состоит из десятков птичьих гнезд, сделанных из измельченных купюр.
В Understorey (1999—2004) Фиона Холл использует стеклянные бусины (валюту колонизации), нанизанные на проволоку, для создания трехмерных объектов, изображающих элементы растений и частей человеческого тела.
Работа «Mourning chorus» (2007-08) затрагивает проблемы человеческого воздействия на окружающую среду. «Тела» 11 вымерших или вымирающих видов птиц сделаны из пластиковых контейнеров для химических продуктов, а их клювы — из резины для изоляции.
Сходным образом, Castles in the air of the cave dwellers (2007—2008) представляет собой гибридные творения, происходящие из человеческого и природного миров: больше реального размера скульптуры в виде человеческих мозгов, к которым крепятся структуры таких социальных насекомых, как пчелы, муравьи и осы.

## Работы в публичных коллекциях
- Национальная галерея Австралии, Канберра
- Художественная галерея Нового Южного Уэльса, Сидней
- Музей современного искусства, Сидней
- National Gallery of Victoria, Мельбурн
- Queensland Art Gallery, Брисбен
- Art Gallery of South Australia, Аделаида
- Bendigo Art Gallery, Виктория
- La Trobe Regional Art Gallery, Виктория
- Newcastle Region Art Gallery, Новый Южный Уэльс
- Tasmanian Museum and Art Gallery, Тасмания
- Олимпийская коллекция изобразительного искусства, SOCOG, Сидней

## Персональные выставки
- 2009: Force Field, Govett-Brewster Art Gallery, New Plymouth, Новая Зеландия
- 2008: Force Field, Художественная галерея Крайстчерча, Новая Зеландия
- 2008: Force Field, City Gallery Wellington, Новая Зеландия
- 2008: Force Field, Музей современного искусства, Сидней
- 2005: Roslyn Oxley9 Gallery, Сидней
- 2005: Queensland Art Gallery, Брисбен; Art Gallery of South Australia, Аделаида
- 2002: Cell Culture and Leaf Litter, Roslyn Oxley9 Gallery, Сидней
- 1999: Fieldwork, Roslyn Oxley9 Gallery, Сидней
- 1999: A Transit through Paradise, Gallery 706, Коломбо, Шри-Ланка
- 1998: Global Liquidity, Gallery Chemould, Бомбей; Roslyn Oxley9 Gallery, Сидней
- 1998: Cash Crop, Институт современного искусства, Брисбен, Австралия
- 1997: Canberra School of Art, Канберра, Австралия
- 1996: Call of Nature, Lana H. Foil, Roslyn Oxley9 Gallery, Сидней
- 1995: The Price is Right, Roslyn Oxley9 Gallery, Сидней
- 1994: Garden of Earthly Delights, Национальная галерея Австралии, Канберра; National Gallery of Victoria Мельбурн; Art Gallery of New South Wales, Сидней; Plimsoll Gallery, Хобарт; Art Gallery of Western Australia, Перт; Brisbane City Hall, Брисбен
- 1990: «Слова», Центр современного искусства Южной Австралии, Аделаида
- 1989: Иллюстрации к «Божественной комедии», Австралийский центр фотографии, Сидней; Австралийский центр современного искусства, Мельбурн; Experimental Art Foundation, Аделаида
- 1987: Experimental Art Foundation, Аделаида
- 1986: Ретроспектива, Австралийский центр фотографии, Сидней
- 1983: Австралийский центр фотографии, Сидней
- 1983: The Developed Image, Аделаида; Австралийский центр фотографии, Сидней; Visibility Gallery, Мельбурн
- 1982: Австралийский центр фотографии, Сидней
- 1981: Австралийский центр фотографии, Сидней
- 1981: The Antipodean Suite, Tasmanian School of Art Gallery, Хобарт